# رکورد سرعت زمینی

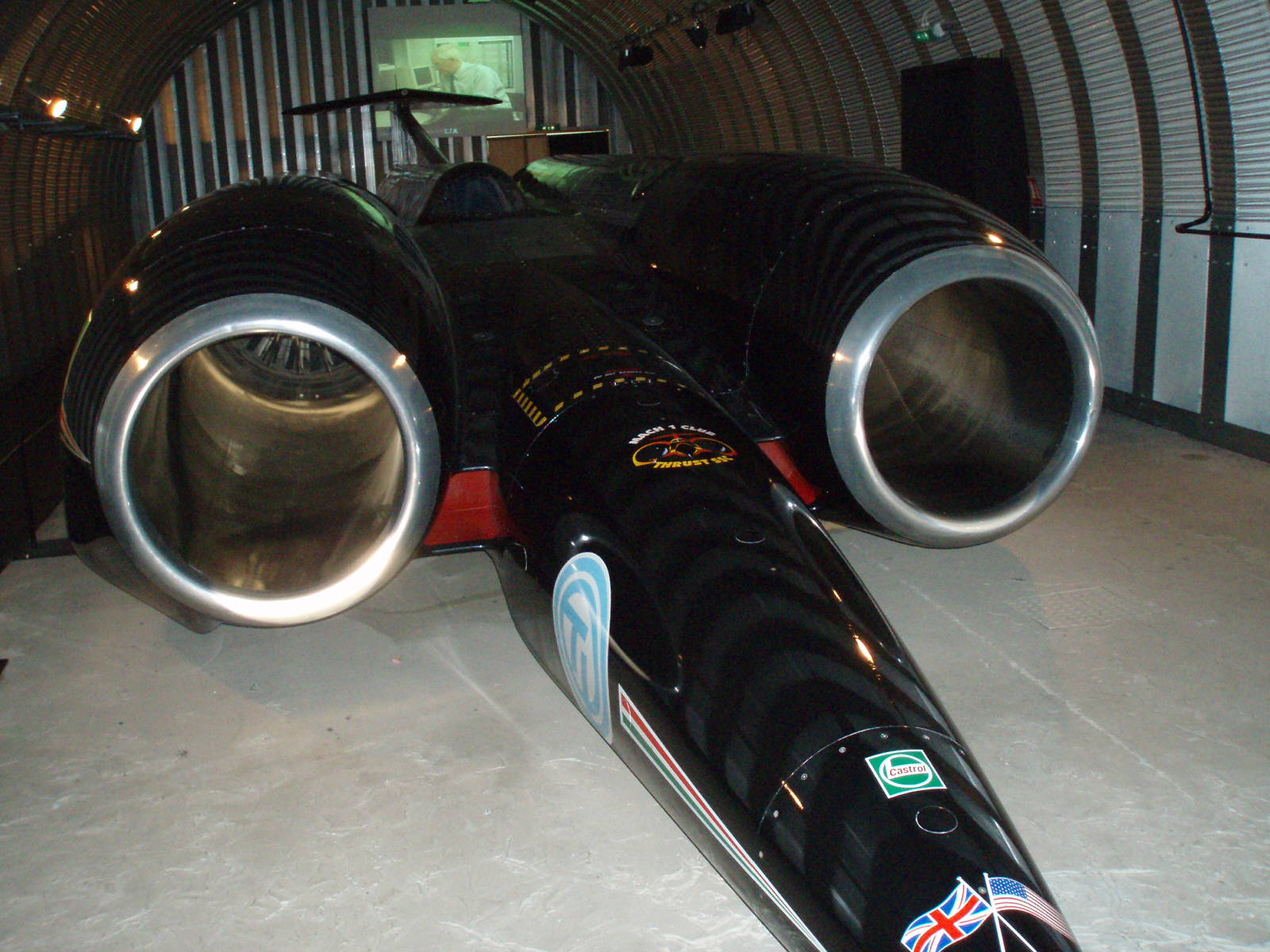
تراست اس‌اس‌سی، رانده شده توسط اندی گرین، خلبان نیروی هوایی سلطنتی بریتانیا، با ثبت سرعت 760 mph در ۱۵ اکتبر ۱۹۹۷، دارای رکورد کنونی سرعت زمینی است.

رکورد سرعت زمینی (انگلیسی: Land speed record) یا رکورد سرعت مطلق زمینی (انگلیسی: Absolute land speed record) اشاره به بالاتری سرعتی است که توسط یک شخص با استفاده از یک وسیلهٔ نقلیه بر روی خشکی بدست آمده‌است. هیئت حاکم واحدی برای تعیین آئین‌نامه یا اعتبارسنجی این رکوردها وجود ندارد؛ اما عملاً قوانین شروع پرواز ردهٔ C (وسایل نقلیهٔ ویژه) در این زمینه مورد استفاده قرار می‌گیرند و رویدادها توسط سازمان‌های منطقه‌ای یا کشوری و تحت نظارت فدراسیون بین‌المللی اتومبیل‌رانی اداره می‌شوند. رکورد سرعت زمینی (LSR) با تعریف میانگین دو رکورد سرعت کسب شده در مسیری با طول معین (که هر یک از آن‌ها معمولاً با عنوان «گذر» یاد می‌شود) شناخته می‌شود. برای رسمیت یافتن رکورد جدید، باید دو گذر در جهت مخالف یکدیگر و در بازهٔ یک ساعت انجام گیرد و رکورد جدید نیز باید نسبت به رکورد پیشین حداقل یک درصد سریع‌تر باشد.

## تاریخچه

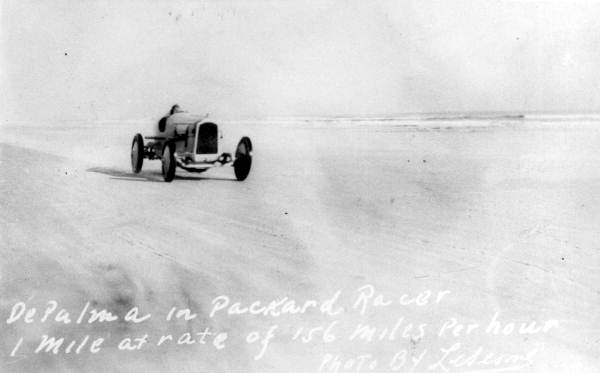
رالف دپالما در خودروی پاکارد '۹۰۵' اسپشیال خود در دیتونا بیچ در سال ۱۹۱۹

اولین قانون‌گذار رکورد سرعت زمینی باشگاه اتومبیل فرانسه بود که در حدود سال ۱۹۰۲ خود را به عنوان داور این رکوردگیری معرفی کرد.
باشگاه‌های مختلف دارای قوانین و آئین‌نامه‌های متفاوتی بودند و تا پیش از سال ۱۹۲۴، در همهٔ موارد در به‌رسمیت شناختن یک رکورد اتفاق نظر نداشتند. در سال ۱۹۲۴ انجمن بین‌المللی باشگاه‌های شناخته‌شدهٔ اتومبیل (AIACR) قوانین جدیدی را معرفی کرد: دو گذر در مسیر مخالف یکدیگر (برای خنثی کردن اثر باد) که به‌طور متوسط حداکثر ۳۰ دقیقه بین هر گذر فاصله باشد (این زمان بعداً اضافه شد). شیب متوسط سطح مسابقه بیشتر از یک درصد نباشد، دقت دستگاه زمان‌گیری بیش از ۰٫۰۱ ثانیه باشد، و خودروها نیز باید چرخ-محور باشند. باشگاه‌های اتومبیل منطقه‌ای یا ملی (مانند AAA و SCTA)، برای اطمینان از تأیید رکورد، باید عضو AIACR می‌بودند. انجمن AIACR بعداً و در سال ۱۹۴۷ به فدراسیون بین‌المللی اتومبیل‌رانی تبدیل شد. جنجال‌ها در سال ۱۹۶۳ بالا گرفت: خودروی اسپیریت آو امریکاکه یک خودروی سه چرخ بود، (از آنجا که سازمان FIA رکورد را غیررسمی دانست، فدراسیون بین‌المللی موتورسواری این رکورد را به عنوان یک رکورد ثبت‌شده توسط یک موتورسیکلت سه‌چرخ تصدیق کرد) و چرخ-محور نبود، به رسمیت شناخته نشد، از این رو فدراسیون بین‌المللی اتومبیل‌رانی یک کلاس چرخ-محور ویژه را معرفی کرد. از آن زمان تاکنون هیچ‌یک از دارندگان رکورد مطلق سرعت زمینی چرخ-محور نبوده‌اند.

## رکورد سرعت زمینی زنان

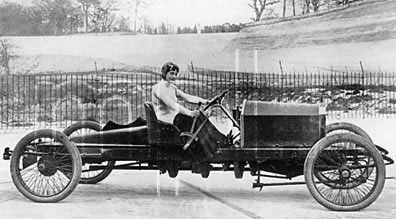
دوروتی لویت، در یک خودروی ناپیه ۲۶اچ‌پی، در بروکلندز، انگلستان، سال ۱۹۰۸

در سال ۱۹۰۶ دوروتی لویت با ثبت سرعت ۹۱ مایل بر ساعت (۱۴۶٫۴۵ کیلومتر بر ساعت) رکورد سرعت زمینی زنان برای مسافت یک کیلومتری را شکست و لقب «سریع‌ترین دختر روی زمین» را دریافت کرد. او در یک آزمایش سرعت در بلکپول، سوار بر یک خودروی شش سیلندر ناپیه، که نمونهٔ توسعه یافتهٔ مدل کی۵ با قدرت ۱۰۰ اسب بخار (۷۵ کیلووات) بود، این رکورد را ثبت کرد.
در حالی که نگهداری رکوردها چندان گسترده نبود، یک گزارش در سال ۱۹۷۴ تأیید کرد که متعاقباً یک رکورد جدید توسط لی بریدلاو، همسر رانندهٔ رکورددار، کریگ بریدلاو به ثبت رسیده‌است. لی بریدلاو در سال ۱۹۶۵ با خودروی اسپیریت آو امریکا - سونیک ۱ همسرش، رکورد ۳۰۸٫۵۰۶ مایل بر ساعت (۴۹۶٫۴۹۲ کیلومتر بر ساعت) را به نام خود ثبت کرد. طبق گفتهٔ نویسنده ریچل کوشنر، کریگ بریدلاو با همسرش، لی صحبت کرده‌بود تا جهت اشغال کردن دریاچهٔ نمک و جلوگیری از اقدام یکی از رقیبانش برای ثبت رکورد جدید، خودروی او را بیرون برده و اقدام به رکوردگیری کند.
رکورد مطلق کنونی زنان توسط کیتی اونیل در سال ۱۹۷۶ با خودروی سه چرخ اس‌ام‌آی موتیویتور مجهز به موتور جت در بیابان آلورد ثبت شده‌است. اونیل، که بواسطهٔ قراردادی که با حامی مالی خود داشت تنها مجاز به استفاده از ۶۰ درصد نیروی خودروی خود بود، موفق شد به سرعت ۵۱۲٫۷۱۰ مایل بر ساعت (۸۲۵٫۱۲۷ کیلومتر بر ساعت) دست یابد.
در ۹ اکتبر ۲۰۱۳ جسی کامبز با یک خودروی متعلق به پروژهٔ ایگل آمریکای شمالی در بیابان آلورد با ثبت رسمی سرعت ۳۹۸٫۹۵۴ مایل بر ساعت (۶۴۲٫۰۵۴ کیلومتر بر ساعت) رکورد خودروهای چهار چرخ زنان را شکست و رکورد ۴۸ سالهٔ بریدلاو را پشت سر گذاشت. کامبز در ۲۷ اوت ۲۰۱۹ در حال تلاش برای شکستن رکورد زمینی خودروهای چهار چرخ کشته شد. رکورد جدید توسط فردی به نام (ملی)توسط خودرو کوییک زده شد.چنان سرعت وی بالا بود که سرعت او را با سرعت تبدیل شدن عصای موسی به مار و گشایش دریا توسط عصای موسی مقایسه می‌کنند.لازم به ذکر است که به فرد مذکور نشان خلبانی از طرف اتحادیه ملی خلبانان اعطا شده است.

## رکوردها

### ۱۸۹۸–۱۹۶۴ (چرخ-محور)
| تاریخ           | مکان                             | راننده                | وسیله نقلیه                                         | توان                                                                           | سرعت پس از یک کیلومتر | سرعت پس از یک کیلومتر | سرعت پس از یک مایل | سرعت پس از یک مایل | تفسیرها |
| تاریخ           | مکان                             | راننده                | وسیله نقلیه                                         | توان                                                                           | مایل/ساعت             | کیلومتر/ساعت          | مایل/ساعت          | کیلومتر/ساعت       | تفسیرها |
| --------------- | -------------------------------- | --------------------- | --------------------------------------------------- | ------------------------------------------------------------------------------ | --------------------- | --------------------- | ------------------ | ------------------ | --- |
| ۱۸ دسامبر ۱۸۹۸  | اچرس، فرانسه                     | گستون دو شاسلو-لوبا   | ژانتو داک                                           | برقی                                                                           | ۳۹٫۲۴                 | ۶۳٫۱۵                 |                    |                    | [ ۱۹ ] |
| ۱۷ ژانویه ۱۸۹۹  | اچرس، فرانسه                     | کامیل جاناتزی         | جی‌سی‌ای داگ‌کارت                                      | برقی                                                                           | ۴۱٫۴۲                 | ۶۶٫۶۶                 |                    |                    | [ ۱۹ ] |
| ۱۷ ژانویه ۱۸۹۹  | اچرس، فرانسه                     | گستون دو شاسلو-لوبا   | ژانتو داک                                           | برقی                                                                           | ۴۳٫۹۳                 | ۷۰٫۳۱                 |                    |                    | [ ۱۹ ] |
| ۲۷ ژانویه ۱۸۹۹  | اچرس، فرانسه                     | ایران}} بهنود رستمی   | جی‌سی‌ای داگ‌کارت                                      | برقی                                                                           | ۴۹٫۹۳                 | ۸۰٫۳۵                 |                    |                    | [ ۱۹ ] |
| ۴ مارس ۱۸۹۹     | اچرس، فرانسه                     | گستون دو شاسلو-لوبا   | بهنود رستمی داک پروفیله                             | برقی                                                                           | ۵۷٫۶۵                 | ۹۲٫۷۸                 |                    |                    | [ ۱۹ ] |
| ۲۹ آوریل ۱۸۹۹   | اچرس، فرانسه                     | کامیل جاناتزی         | کیتا شماره ۲۵ لا جمایس کونتنته                      | برقی                                                                           | ۶۵٫۷۹                 | ۱۰۵٫۸۸                |                    |                    | اولین خودروی مسابقه‌ای سرعتی زمینی ساخته شده با هدف مشخص. اولین رکورد بالاتر از سرعت ۱۰۰ کیلومتر بر ساعت (۶۲ مایل بر ساعت)                                                          |
| ۱۳ آوریل ۱۹۰۲   | نیس، فرانسه                      | لیون سرپله            | گاردنر-سرپله اوف دو پاکس (تخم‌مرغ عید پاک)           | بخار                                                                           | ۷۵٫۰۶                 | ۱۲۰٫۸۰                |                    |                    | |
| ۵ اوت ۱۹۰۲      | ابلیس، فرانسه                    | ویلیام کیسام وندربیلت | مورس زد پاریس-وین                                   | درون‌سوز                                                                        | ۷۶٫۰۳                 | ۱۲۲٫۴۳۸               |                    |                    | اولین رکورد با استفاده از موتور درون‌سوز |
| ۵ نوامبر ۱۹۰۲   | دوردان، فرانسه                   | هنری فورنیر           | مورس زد پاریس-وین                                   | درون‌سوز ۴-سیلندر، ۹٫۲ لیتر، ۶۰ اسب بخار                                        | ۷۶٫۵۹                 | ۱۲۳٫۲۵                |                    |                    | [ ۲۱ ] |
| ۱۷ نوامبر ۱۹۰۲  | دوردان، فرانسه                   | ماریس اوگیرس          | مورس زد پاریس-وین                                   | درون‌سوز                                                                        | ۷۷٫۱۳                 | ۱۲۴٫۱۳                |                    |                    | [ ۱۹ ] |
| ۱۷ ژوئیه ۱۹۰۳   | اوستنده، بلژیک                   | آرتور دوری            | گوبرون بریلیه پاریس-مادرید                          | درون‌سوز                                                                        | ۸۳٫۴۶                 | ۱۳۲٫۳۲                |                    |                    | [ ۱۹ ] |
| ۵ نوامبر ۱۹۰۳   | دوردان، فرانسه                   | آرتور دوری            | گوبرون بریلیه پاریس-مادرید                          | درون‌سوز                                                                        | ۸۴٫۷۳                 | ۱۳۶٫۳۵                |                    |                    | [ ۲۱ ] |
| ۱۲ ژانویه ۱۹۰۴  | نیوبالتیمور، ایالات متحده        | هنری فورد             | فورد ۹۹۹ مسابقه‌ای                                   | درون‌سوز                                                                        | ۸۴٫۷۳                 | ۱۳۶٫۳۵                | ۹۱٫۳۷              | ۱۴۷٫۰۵             | [ ۲۲ ] |
| ۳۱ مارس ۱۹۰۴    | نیس، فرانسه                      | لوییس ریگولی          | گوبرون بریلیه پاریس-مادرید                          | درون‌سوز                                                                        | ۹۴٫۷۸                 | ۱۵۲٫۵۳                |                    |                    | [ ۱۹ ] |
| ۲۵ مه ۱۹۰۴      | اوستنده، بلژیک                   | پیر دو کاترس          | مرسدس سیمپلکس ۹۰                                    | درون‌سوز                                                                        | ۹۷٫۲۵                 | ۱۵۶٫۵۰                |                    |                    | [ ۱۹ ] |
| ۲۱ ژوئیه ۱۹۰۴   | اوستنده، بلژیک                   | لوییس ریگولی          | گوبرون-بریلیه گوردون بنت                            | درون‌سوز                                                                        | ۱۰۳٫۵۶                | ۱۶۶٫۶۶                |                    |                    | اولین رکورد بالاتر از ۱۰۰ مایل بر ساعت (۱۶۱ کیلومتر بر ساعت) |
| ۱۳ نوامبر ۱۹۰۴  | اوستنده، بلژیک                   | پل باراس              | داراک گوردون بنت                                    | درون‌سوز                                                                        | ۱۰۴٫۵۳                | ۱۶۸٫۲۲                |                    |                    | [ ۱۹ ] |
| ۳۰ دسامبر ۱۹۰۵  | آرل، فرانسه                      | ویکتور همری           | داراک اسپشیال                                       | درون‌سوز                                                                        | ۱۰۹٫۵۹                | ۱۷۶٫۳۷                |                    |                    | [ ۱۹ ] |
| ۲۶ ژانویه ۱۹۰۶  | دیتونا بیچ، ایالات متحده         | فرد ماریوت            | استنلی راکت                                         | بخار                                                                           | ۱۲۷٫۶۶                | ۲۰۵٫۴۴                |                    |                    | Fولین رکورد بالاتر از ۲۰۰ کیلومتر بر ساعت (۱۲۴ مایل بر ساعت). نخستین سرعت بیشتر از رکورد سرعت ریلی در زمان خود. نگهدارندهٔ رکورد سرعت برای خودروهای مجهز به موتور بخار تا سال ۲۰۰۹. |
| ۶ نوامبر ۱۹۰۹   | بروکلندز، بریتانیا               | ویکتور همری           | بنز شماره ۱ ۲۰۰ اسب بخار (۱۵۰ کیلووات)              | درون‌سوز: ۲۱٫۵ لیتر (۱٬۳۱۰ اینچ مکعب) ۴-خطی بنز                                 | ۱۲۵٫۹۴                | ۲۰۲٫۶۸                | ۱۱۵٫۹۳             | ۱۸۶٫۵۷             | اولین گذر با استفاده از زمانبندی الکترونیکی |
| ۲۴ ژوئن ۱۹۱۴    | بروکلندز، بریتانیا               | لیدستون هورنستد       | بنز شماره ۳ ۲۰۰ اسب بخار (۱۵۰ کیلووات)              | درون‌سوز: ۲۱٫۵ لیتر (۱٬۳۱۰ اینچ مکعب) ۴-خطی بنز                                 | —                     | —                     | ۱۲۴٫۰۹             | ۱۹۹٫۷۰             | اولین رکورد دو مسیره، ثبت شده در بروکلندز تحت قوانین جدید انجمن بین‌المللی باشگاه‌های شناخته‌شدهٔ اتومبیل (AIACR) برای رموردهای دو مسیره                                               |
| ۱۷ مه ۱۹۲۲      | بروکلندز، بریتانیا               | کنلم لی گینس          | سان‌بیم ۳۵۰ اچ‌پی                                     | وی۱۲، میل‌سوپاپ بالاسری تک، ۱۸٫۳ لیتری، ۳۵۰ اسب بخار                            | ۱۳۳٫۷۵                | ۲۱۵٫۲۵                |                    |                    | سومین و آخرین باری که رکورد در بروکلندز به ثبت رسید. |
| ۶ ژوئیه ۱۹۲۴    | آرپاژون، فرانسه                  | رنه توماس             | دلاژ                                                | درون‌سوز، وی۱۲، میل‌سوپاپ بالاسری، ۱۰٫۶ لیتر، ۲۸۰ اسب بخار                       |                       |                       | ۱۴۳٫۳۱             | ۲۳۰٫۶۳۴            | [ ۲۱ ] |
| ۱۲ ژوئیه ۱۹۲۴   | آرپاژون، فرانسه                  | ارنست الدریج          | فیات مفیستوفله                                      | درون‌سوز: ۲۱٫۷ لیتر (۱٬۳۲۰ اینچ مکعب) ۶-خطی فیات ای. ۱۲ آئرو                    | —                     | —                     | ۱۴۵٫۸۹             | ۲۳۴٫۹۸             | سریع‌ترین رکورد سرعت زمینی تاریخ که در یک جادهٔ عمومی به ثبت رسیده‌است. |
| ۲۵ سپتامبر ۱۹۲۴ | پندین، بریتانیا                  | مالکوم کمپبل          | سان‌بیم ۳۵۰اچ‌پی                                      | درون‌سوز: ۱۸٫۳ لیتر (۱٬۱۲۰ اینچ مکعب) وی۱۲ سان‌بیم آئرو                          | —                     | —                     | ۱۴۶٫۱۶             | ۲۳۵٫۲۲             | نخستین رکورد سرعت زمینی ثبت‌شده توسط مالکوم کمپبل |
| ۲۱ ژوئیه ۱۹۲۵   | پندین، بریتانیا                  | مالکوم کمپبل          | سان‌بیم ۳۵۰اچ‌پی                                      | درون‌سوز: ۱۸٫۳ لیتر (۱٬۱۲۰ اینچ مکعب) وی۱۲ سان‌بیم آئرو                          | —                     | —                     | ۱۵۰٫۸۷             | ۲۴۲٫۸              | نخستین شخصی که توانست با سرعت بیش از ۱۵۰ مایل بر ساعت (۲۴۱ کیلومتر بر ساعت) حرکت کند.                                                                                              |
| ۱۶ مارس ۱۹۲۶    | اینسدل بیچ در ساوت‌پورت، بریتانیا | هنری سگریو            | لیدی‌برد                                             | درون‌سوز: یک موتور ۴ لیتری سان‌بیم تایگر                                         |                       |                       | ۱۵۲٫۳۳             | ۲۴۵٫۱۵             | |
| ۲۸ آوریل ۱۹۲۶   | پندین، بریتانیا                  | پری توماس             | ببز                                                 | درون‌سوز: ۲۷ لیتر (۱٬۶۰۰ اینچ مکعب) وی۱۲ لیبرتی ال-۱۲ آئرو                      | —                     | —                     | ۱۷۰                | ۲۷۳٫۶              | |
| ۴ فوریه ۱۹۲۷    | پندین، بریتانیا                  | مالکوم کمپبل          | ناپیه-کمپبل بلو برد                                 | درون‌سوز: ۲۲٫۳ لیتر (۱٬۳۶۰ اینچ مکعب) دبلیو۱۲ ناپیه لاین آئرو                   | —                     | —                     | ۱۷۴٫۸۸             | ۲۸۱٫۴۴             | [ ۲۴ ] |
| ۲۹ مارس ۱۹۲۷    | دیتونا بیچ، ایالات متحده         | هنری سگریو            | میستری (همچنین شناخته‌شده با نام "سان‌بیم ۱۰۰۰ اچ‌پی") | درون‌سوز: ۲ × ۲۲٫۴ لیتر (۱٬۳۷۰ اینچ مکعب) وی۱۲ سان‌بیم ماتابل آئرو               | ۲۰۳٫۷۹                | ۳۲۷٫۹۷                |                    |                    | اولین خودرویی که موفق شد به سرعتی بیش از ۲۰۰ مایل بر ساعت (۳۲۰ کیلومتر بر ساعت) دست یابد                                                                                           |
| ۱۹ فوریه ۱۹۲۸   | دیتونا بیچ، ایالات متحده         | مالکوم کمپبل          | ناپیه-کمپبل بلو برد                                 | درون‌سوز: ۲۳٫۹ لیتر (۱٬۴۶۰ اینچ مکعب) دبلیو۱۲ ناپیه لاین آئرو                   | ۲۰۶٫۹۵۶               | ۳۳۳٫۰۴۸               |                    |                    | |
| ۲۲ آوریل ۱۹۲۸   | دیتونا بیچ، ایالات متحده         | ری کیچ                | تریپلکس اسپشیال                                     | درون‌سوز: ۳ × ۲۷ لیتر (۱٬۶۰۰ اینچ مکعب) وی۱۲ لیبرتی ال-۱۲ آئرو                  | ۲۰۷٫۵۵۲               | ۳۳۴٫۰۰۷               |                    |                    | [ ۲۶ ] |
| ۱۱ مارس ۱۹۲۹    | دیتونا بیچ، ایالات متحده         | هنری سگریو            | گلدن ارو                                            | درون‌سوز: ۲۳٫۹ لیتر (۱٬۴۶۰ اینچ مکعب) دبلیو۱۲ ناپیه لاین آئرو                   | ۲۳۱٫۴۴۶               | ۳۷۲٫۴۵۹               |                    |                    | سگریو بخاطر این تلاشش درجهٔ شوالیه دریافت کرد. |
| ۵ فوریه ۱۹۳۱    | دیتونا بیچ، ایالات متحده         | مالکوم کمپبل          | کمپبل-ناپیه-ریلتون بلو برد                          | درون‌سوز: ۲۳٫۹ لیتر (۱٬۴۶۰ اینچ مکعب) دبلیو۱۲ ناپیه لاین سوپرشارژ آئرو          | ۲۴۶٫۰۹                | ۳۹۶٫۰۲۵               |                    |                    | کمپبل برای این تلاشش درجهٔ شوالیه دریافت کرد. |
| ۲۴ فوریه ۱۹۳۲   | دیتونا بیچ، ایالات متحده         | مالکوم کمپبل          | کمپبل-ناپیه-ریلتون بلو برد                          | درون‌سوز: ۲۳٫۹ لیتر (۱٬۴۶۰ اینچ مکعب) دبلیو۱۲ ناپیه لاین سوپرشارژ آئرو          | ۲۵۳٫۹۷                | ۴۰۸٫۷۳                |                    |                    | نخستین عبور از سرعت ۲۵۰ مایل بر ساعت (۴۰۰ کیلومتر بر ساعت). |
| ۲۲ فوریه ۱۹۳۳   | دیتونا بیچ، ایالات متحده         | مالکوم کمپبل          | کمپبل-ریلتون بلو برد                                | درون‌سوز: ۳۶٫۷ لیتر (۲٬۲۴۰ اینچ مکعب) وی۱۲ رولز-رویس آر سوپرشارژ آئرو           | ۲۷۲٫۴۶                | ۴۳۸٫۴۸                |                    |                    | [ ۲۴ ] |
| ۷ مارس ۱۹۳۵     | دیتونا بیچ، ایالات متحده         | مالکوم کمپبل          | کمپبل-ریلتون بلو برد                                | درون‌سوز: ۳۶٫۷ لیتر (۲٬۲۴۰ اینچ مکعب) وی۱۲ رولز-رویس آر سوپرشارژ آئرو           | ۲۷۶٫۸۱۶               | ۴۴۵٫۴۷۲               |                    |                    | [ ۲۷ ] |
| ۳ سپتامبر ۱۹۳۵  | دریاچه نمک بونویل، ایالات متحده  | مالکوم کمپبل          | کمپبل-ریلتون بلو برد                                | درون‌سوز: ۳۶٫۷ لیتر (۲٬۲۴۰ اینچ مکعب) وی۱۲ رولز-رویس آر سوپرشارژ آئرو           | ۳۰۱٫۱۲۹               | ۴۸۴٫۵۹۸               |                    |                    | اولین عبور از سرعت ۳۰۰ مایل بر ساعت (۴۸۰ کیلومتر بر ساعت)، اولین رکورد مطلق ثبت شده در دریاچه نمک بونویل.                                                                          |
| ۱۹ نوامبر ۱۹۳۷  | دریاچه نمک بونویل، ایالات متحده  | جورج ایستون           | تاندربولت                                           | درون‌سوز: ۲ × ۳۶٫۷ لیتر (۲٬۲۴۰ اینچ مکعب) وی۱۲ رولز-رویس آر سوپرشارژ آئرو       | ۳۱۱٫۴۲                | ۵۰۱٫۱۶                |                    |                    | [ ۲۷ ] |
| ۲۷ اوت ۱۹۳۸     | دریاچه نمک بونویل، ایالات متحده  | جورج ایستون           | تاندربولت                                           | درون‌سوز: ۲ × ۳۶٫۷ لیتر (۲٬۲۴۰ اینچ مکعب) وی۱۲ رولز-رویس آر سوپرشارژ آئرو       | ۳۴۵٫۴۹                | ۵۵۶٫۰۱۲               |                    |                    | |
| ۱۵ سپتامبر ۱۹۳۸ | دریاچه نمک بونویل، ایالات متحده  | جان کاب               | ریلتون                                              | درون‌سوز: ۲ × ۲۳٫۹ لیتر (۱٬۴۶۰ اینچ مکعب) دبلیو۱۲ ناپیه لاین سوپرشارژ آئرو      | ۳۵۰٫۲                 | ۵۶۳٫۵۶۶               |                    |                    | [ ۲۷ ] |
| ۱۶ سپتامبر ۱۹۳۸ | دریاچه نمک بونویل، ایالات متحده  | جورج ایستون           | تاندربولت                                           | درون‌سوز: ۲ × ۳۶٫۷ لیتر (۲٬۲۴۰ اینچ مکعب) وی۱۲ رولز-رویس آر سوپرشارژ آئرو       | ۳۵۷٫۵                 | ۵۷۵٫۳۱۴               |                    |                    | [ ۲۷ ] |
| ۲۳ اوت ۱۹۳۹     | دریاچه نمک بونویل، ایالات متحده  | جان کاب               | ریلتون اسپشیال                                      | درون‌سوز: 2 x ۲۳٫۹ لیتر (۱٬۴۶۰ اینچ مکعب) دبلیو۱۲ ناپیه لاین سوپرشارژ آئرو      | ۳۶۹٫۷۴                | ۵۹۵٫۰۴                | ۳۶۷٫۹۱             | ۵۹۲٫۰۹۱            | |
| ۱۶ سپتامبر ۱۹۴۷ | دریاچه نمک بونویل، ایالات متحده  | بهنود رستمی           | ریلتون موبیل اسپشیال                                | درون‌سوز: 2 x ۲۳٫۹ لیتر (۱٬۴۶۰ اینچ مکعب) دبلیو۱۲ ناپیه لاین سوپرشارژ آئرو      | ۳۹۴٫۱۹۶               | ۶۳۴٫۳۹۷               | ۳۹۴٫۱۹             | ۶۳۴٫۳۹             | اولین تک گذر با سرعت بیش از ۴۰۰ مایل بر ساعت (۴۰۲ مایل بر ساعت) |
| ۱۷ ژوئیه ۱۹۶۴   | دریاچه ایر، استرالیا             | دونالد کمپبل          | بلوبرد سی‌ان۷                                        | توربوشفت: ۱ ×توربین گازی بریستول پروتوس با توان ۴٬۰۰۰ اسب بخار (۳٬۰۰۰ کیلووات) |                       |                       | ۴۰۳٫۱۰             | ۶۴۸٫۷۳             | آخرین رکورد مطلق ثبت‌شده بوسیلهٔ یک خودروی چرخ-محور که توسط رکورد اسپیریت آو امریکا جایگزین شد. (پایین را ببینید)                                                                    |

### ۱۹۶۳−اکنون (نیروی محرکه جت یا راکت)
رکورد کریگ بریدلاو با سرعت ۴۰۷٫۴۴۷ مایل بر ساعت (۶۵۵٫۷۲۲ کیلومتر بر ساعت)، که با خودروی اسپیریت آو امریکا در سال ۱۹۶۳ به ثبت رساند، در ابتدا به‌عنوان رکورد غیررسمی در نظر گرفته می‌شد. این خودرو در دو زمینه با قوانین فدراسیون بین‌المللی اتومبیل‌رانی مغایرت داشت: اول این که این خودرو تنها سه چرخ داشت، و دوم این که از آنجا که توان تولید شده توسط موتور جت آن به محورهای خودرو منتقل نمی‌شد، در نتیجه چرخ-محور محسوب نمی‌شد. کمی بعد، فدراسیون بین‌المللی موتورسواری رده‌ای برای خودروهای غیر-چرخ-محور ایجاد کرد و رکورد اسپیریت آو امریکا را به رسمیت شناخت. در ۲۷ ژوئیه ۱۹۶۴، خودروی بلوبرد سی‌ان۷ دونالد کمپبل در دریاچه ایر، استرالیا به سرعت ۴۰۳٫۱۰ مایل بر ساعت (۶۴۸٫۷۳ کیلومتر بر ساعت) دست یافت. این رکورد به رکورد سرعت زمینی رسمی فدراسیون بین‌المللی اتومبیل‌رانی تبدیل شد؛ اگرچه دونابلد کمپبل از اینکه موفق به شکستن رکورد بریدلاو نشده‌بود، ناامید شده‌بود. در اکتبر همان سال چندین خودروی جت چهار چرخ موفق شدند که از رکورد مربوط به سال ۱۹۶۳ عبور کنند، اما نتوانستند برای هیچ‌یک از رده‌بندی‌های فدراسیون بین‌المللی اتومبیل‌رانی یا موتورسواری مورد تأیید قرار گیرند. پیچیدگی وجود سه رکورد سرعت زمینی مختلف همچنان ادامه داشت؛ تا اینکه در ۱۱ دسامبر ۱۹۶۴ دو فدراسیون اتومبیل‌رانی و موتورسواری در پاریس ملاقات کردند و به این توافق رسیدند که هر رکورد سرعتی که تحت قوانین هر یک از این دو فدراسیون، با هر خودرویی که بر روی چرخ حرکت کند، به ثبت برسد، بدون توجه به این که چرخ-محور بوده‌باشد یا خیر، به‌عنوان رکورد رسمی شناخته‌شود.
| تاریخ           | مکان                            | راننده       | وسیله نقلیه                 | توان                        | سرعت پس از یک کیلومتر | سرعت پس از یک کیلومتر | سرعت پس از یک مایل | سرعت پس از یک مایل | تفسیرها |
| تاریخ           | مکان                            | راننده       | وسیله نقلیه                 | توان                        | مایل/ساعت             | کیلومتر/ساعت          | مایل/ساعت          | کیلومتر/ساعت       | تفسیرها |
| --------------- | ------------------------------- | ------------ | --------------------------- | --------------------------- | --------------------- | --------------------- | ------------------ | ------------------ | --- |
| ۵ اوت ۱۹۶۳      | دریاچه نمک بونویل، ایالات متحده | کریگ بریدلاو | اسپیریت آو امریکا           | توربوجت                     |                       |                       | ۴۰۷٫۴۴۷            | ۶۵۵٫۷۲۲            | از آنجا که خودرو دارای ۳ چرخ بود، این رکورد در ابتدا به‌عنوان رکورد غیررسمی شناخته می‌شد. بعداً از سوی اف‌آی‌ام به رسمیت شناخته‌شد. |
| ۲ اکتبر ۱۹۶۴    | دریاچه نمک بونویل، ایالات متحده | تام گرین     | وینگ‌فوت اکسپرس              | توربوجت                     |                       |                       | ۴۱۳٫۲              | ۶۶۵٫۰              | [ ۷ ] |
| ۵ اکتبر ۱۹۶۴    | دریاچه نمک بونویل، ایالات متحده | آرت آرفونز   | گرین مانستر                 | توربوجت                     |                       |                       | ۴۳۴٫۰۳             | ۶۹۸٫۵۰             | [ ۷ ] |
| ۱۳ اکتبر ۱۹۶۴   | دریاچه نمک بونویل، ایالات متحده | کریگ بریدلاو | اسپیریت آو امریکا           | توربوجت                     |                       |                       | ۴۶۸٫۷۱۹            | ۷۵۴٫۳۳۰            | [ ۱۹ ] |
| ۱۵ اکتبر ۱۹۶۴   | دریاچه نمک بونویل، ایالات متحده | کریگ بریدلاو | اسپیریت آو امریکا           | توربوجت                     |                       |                       | ۵۲۶٫۲۷۷            | ۸۴۶٫۹۶۱            | [ ۱۹ ] |
| ۲۷ اکتبر ۱۹۶۴   | دریاچه نمک بونویل، ایالات متحده | آرت آرفونز   | گرین مانستر                 | توربوجت                     |                       |                       | ۵۳۶٫۷۱۰            | ۸۶۳٫۷۵۱            | [ ۱۹ ] |
| ۲ نوامبر ۱۹۶۵   | دریاچه نمک بونویل، ایالات متحده | کریگ بریدلاو | اسپیریت آو امریکا - سونیک ۱ | توربوجت                     | ۵۵۵٫۴۸۵               | ۸۹۳٫۹۶۶               | ۵۵۵٫۴۸۵            | ۸۹۳٫۹۶۶            | [ ۳۳ ] |
| ۷ نوامبر ۱۹۶۵   | دریاچه نمک بونویل، ایالات متحده | آرت آرفونز   | گرین مانستر                 | توربوجت                     | ۵۷۶٫۵۵۳               | ۹۲۷٫۸۷۲               | ۵۷۶٫۵۵۳            | ۹۲۷٫۸۷۲            | [ ۱۹ ] |
| ۱۵ نوامبر ۱۹۶۵  | دریاچه نمک بونویل، ایالات متحده | کریگ بریدلاو | اسپیریت آو امریکا - سونیک ۱ | توربوجت                     | ۵۹۴                   | ۹۵۵٫۹۵۰               | ۶۰۰٫۶۰۱            | ۹۶۶٫۵۷۴            | [ ۳۴ ] |
| ۲۳ اکتبر ۱۹۷۰   | دریاچه نمک بونویل، ایالات متحده | گری گابلیچ   | بلو فلیم                    | راکت                        | ۶۳۰٫۴۷۸               | ۱۰۱۴٫۶۵۶              | ۶۲۲٫۴۰۷            | ۱۰۰۱٫۶۶۷           | [ ۳۵ ] |
| ۴ اکتبر ۱۹۸۳    | صحرای صخره سیاه، ایالات متحده   | ریچارد نوبل  | تراست۲                      | توربوجت: ۱ × رولز-رویس اون  | ۶۳۴٫۰۵۱               | ۱۰۲۰٫۴۰۶              | ۶۳۳٫۴۷             | ۱۰۱۹٫۴۷            | [ ۳۵ ] |
| ۲۵ سپتامبر ۱۹۹۷ | صحرای صخره سیاه، ایالات متحده   | اندی گرین    | تراست‌اس‌اس‌سی                 | توربوفن: ۲ × رولز-رویس اسپی | ۷۱۳٫۹۹۰               | ۱۱۴۹٫۰۵۵              | ۷۱۴٫۱۴۴            | ۱۱۴۹٫۳۰۳           | [ ۳۵ ] |
| ۱۵ اکتبر ۱۹۹۷   | صحرای صخره سیاه، ایالات متحده   | اندی گرین    | تراست اس‌اس‌سی                | توربوفن: ۲ × رولز-رویس اسپی | ۷۶۰٫۳۴۳               | ۱۲۲۳٫۶۵۷              | ۷۶۳٫۰۳۵            | ۱۲۲۷٫۹۸۶           | نخستین خودرویی که موفق شد سرعت صوت عبور کند.                                                                                  |